# Волков, Николай Константинович
Николай Константинович Волков (25 ноября 1875, Вологда — 30 января 1950, Париж) — кадет, депутат III и IV Государственной думы от Забайкальской области. Председатель сибирской парламентской группы. Товарищ председателя Центрального Военно-Промышленного комитета.

## Биография

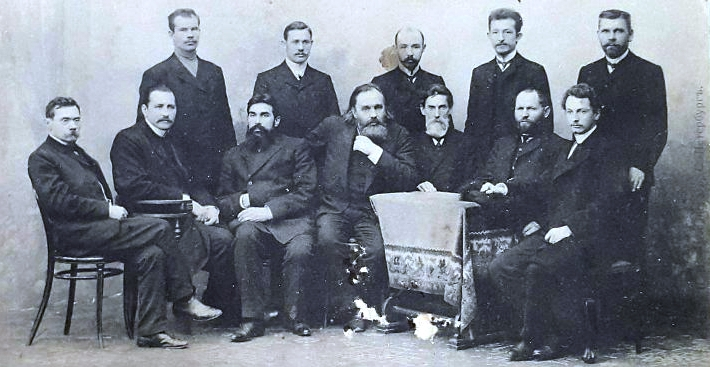
Сибирская группа членов III Государственной Думы. Стоят: А. Г. Мягкий (Томск.губ.), К. И. Молодцов (Тобольск.губ.), Н.К. Волков (Забайкальск.обл.), А. А. Войлошников (Забайкальск.обл.), А. И. Шило (Приморск. обл.); сидят: Н. Л. Скалозубов (Тобольск.губ.), Н. В. Некрасов (Томск.губ.), В. И. Дзюбинский (Тобольск.губ.), В. А. Караулов (Енисейск. губ.), В. К. Штильке (Томск.губ.), Н. А. Маньков (Амурск. и Уссурийск. каз. войска), Ф. Н. Чиликин (Амурск.обл.)

Родился в Вологде в купеческой семье. В 1901 году окончил агрономический факультет Московского сельскохозяйственного института.
Работал в Тамбовской и Саратовской губерниях главноуправляющим имения Русинова. В 1904 году был назначен агрономом 1-го разряда Забайкальского казачьего войска в Чите. Был одним из активных участников Революции 1905—1907 годов в России. Приговорен к 2-м месяцам заключения за участие в Совете военнослужащих читинского гарнизона.
Избирался выборщиком для избрания депутата во II Государственную думу. 25 октября 1912 года на областном избирательном собрании был избран депутатом IV Государственной думы от Забайкальской области. В Думе вошёл во фракцию кадетов.
27 февраля 1917 года от Временного Комитета Государственной думы назначен комиссаром в Министерство земледелия. 2 марта 1917 года — товарищ министра земледелия А. И. Шингарева. 3 октября 1917 года вошёл в состав Предпарламента. Участвовал в выборах депутатов Учредительного собрания от Иркутской губернии.
После Октябрьского переворота большевиков стал одним из руководителей московского «Национального центра». Летом 1918 года, прибыв в Киев, поддержал план П. Н. Милюкова по подавлению Советской власти с помощью кайзеровской Германии. С весны 1919 года находился в Омске, работал в Восточном отделе партии кадетов.
В 1920 году эмигрировал во Францию, в Париж. В 1924 году вошёл во временное правление Сибирского землячества в Париже, ближайший помощник П. Н. Милюкова в эмиграции. Директор-распорядитель издательства «Последние новости». Во время оккупации Парижа немцами спас имущество газеты, которое передал после войны бывшим сотрудникам. Последние три года жизни провел в крайней бедности и одиночестве.